# Het Schuttersfeest
Het Schuttersfeest is een werk van de onbekende meester van Frankfurt in opdracht van Peter Gawerele. Het behoort tot de collectie van het Koninklijk Museum voor Schone Kunsten Antwerpen, waar het inventarisnummer 529 draagt. Het paneel meet 176 bij 141 cm en werd vermoedelijk rond 1493 vervaardigd.

## Context
Aan het begin van de veertiende eeuw ontstonden in verschillende Vlaamse en Brabantse steden schuttersgilden. Ze organiseerden maandelijkse maen(t)schut en planden van tijd tot tijd ook grotere wedstrijden (landjuwelen) in. Dat waren zeven schietwedstrijden die een groot prestige opleverden. Ze waren zowel nuttig als een bron van vermaak voor de stedelijke bevolking. De wedstrijden eindigden namelijk steeds in een volksfeest met veel muziek, zang, poëzie en dans. Ze waren veelal het onderwerp van de vijftiende-eeuwse kunst. Deze kreeg steeds meer oog voor profane, niet-religieuze thema’s. De vroegste sporen van niet-religieuze kunst komen uit de dertiende eeuw, maar toen werd deze voornamelijk gemaakt voor adellijke opdrachtgevers in de vorm van wandschilderingen en -tapijten. Veel van deze profane kunst ging in de loop der tijd verloren. Wel konden kunsthistorici enkele zaken reconstrueren op basis van (boedel)beschrijvingen.
Schuttersfeest verschilt sterk van de werken van tijdgenoten. Om te beginnen zijn er uit de vijftiende eeuw niet veel profane schilderijen overgeleverd. Ten tweede is de ruimte-opvatting van dit werk anders. De meester van Frankfurt plaatste de horizon hoog en vulde het beeld op met figuren en vegetatie. Dat zijn aspecten die wijzen op de invloed van de tapijtkunst. De kunstenaar wou vermoedelijk expliciet verwijzen naar deze uiterst kostbare kunstvorm. Deze tapijten werden voornamelijk in adellijke huizen gehangen. Omdat de Antwerpse schuttersgilden zo sterk wedijverden met de adel, imiteerden ze in dit schilderij waarschijnlijk die luxueuze kunstvorm. Dit werk geeft hedendaagse onderzoekers bijgevolg een beeld van de kunstopdrachten en doelen die het stedelijk patriciaat in de late middeleeuwen voor ogen had.
Over de identiteit van de opdrachtgever van deze Schutterswedstrijd is al veel inkt gevloeid. Dat was voornamelijk omdat de zeventiende-eeuwse geschiedschrijver Papebrochius, die het paneel kon bezichtigen in zijn originele lijst, meende dat het om Peter de Gamerele ging. Deze naam stond volgens hem namelijk in laatgotisch minuskelschrift op de lijst vermeld. Het was echter een moeilijk schrift waarin de letters uu, m en w sterk op elkaar leken. Gezien de Antwerpse bronnen geen melding maken van een Peter de Gamerele, vertaalde Papebrochius de naam waarschijnlijk fout en ging het in werkelijkheid over Peter de Gawerele. Deze was een lid van een bekend vijftiende- en zestiende-eeuws Antwerps geslacht.

## Beschrijving
Schuttersfeest is zowel een realistische als allegorisch-overdrachtelijke voorstelling. Het grote schilderij met ingewikkelde iconografie toont een schuttersfeest van vier voet- en handboog-verenigingen. Elk kasteel op de achtergrond duidt één gilde aan. In het glasraam in de rechter bovenhoek is het embleem van de stad Antwerpen te zien, wat bevestigt dat het om de Antwerpse schutters gaat. Het feest, misschien een huwelijksfeest van een van de gildeleden, gaat door in een besloten hofje. Dat staat symbool voor het paradijs. Het motief, afkomstig uit het Bijbelse Hooglied, beeldt het broederschapsgevoel van de gilden en stedelijke gevoel van eenheid perfect uit.
De opbouw van het schilderij is verwarrend, voornamelijk omdat de figuren zo dicht op elkaar geplakt staan. De tuin is druk bevolkt met bewakers (onderaan midden), gildeleden en narren (centraal en in de bomen). De narren voeren een ‘moreskendans uit’, terwijl een trommelspeler van Afrikaanse in wit gewaad met blanke benen (misschien zijn kousen?) hen begeleidt. De vrouw met de appel, die heraldisch links van de prins staat, kiest op het einde van de exotische dans één danser uit het gezelschap. De moresca was een therapeutische, trance-achtige dans of ritueel. Oorspronkelijk zou het ritueel waanzin en disfunctie genezen hebben. De dans was gekend in heel Europa onder diverse namen. In Roemenië is de dans gekend als de calus, in Hongarije als de boritza, in Salento (Zuid-Italië) de tarantela. Zelfs vandaag wordt de dans nog opgevoerd in Noord- en West-Afrikaanse rituelen. Uiteraard was de vijftiende-eeuwse kunstenaar zich niet bewust van deze betekenis. Voor hem en zijn tijdgenoten stelde het gewoon een hoofs en burgerlijk vermaak voor.
In het midden van het paneel zit een rijkelijk aangeklede man op een troon. Het is de prins van het feest die waarschijnlijk de wedstrijd heeft gewonnen. Aan het baldakijn boven zijn hoofd hangt een gouden sleutel die toont dat de maaltijd voor de gasten gratis was. Niet verwonderlijk dat onderaan het schilderij mensen door het houten hek in de tuin proberen te dringen.
Het feest heeft een duidelijke erotische tint door de vele intieme koppeltjes. Het feit dat ze vruchten plukken, wijst eveneens in die richting. Een van de koppeltjes toont een man met mantel en muts, in het gezelschap van een vrouw in wit zigeunergewaad. De zuiders ogende, knappe jonge vrouw legt haar hand op zijn schouder. De man is de kunstenaar en kijkt als enige de toeschouwer recht aan. De noodnaam van deze onbekende meester van Frankfurt slaat terug op twee altaarstukken uit Frankfurt am Main. Het gaat om de Kruisiging (1503) en de Heilige Anna (1506). Net zoals in het zelfportret De schilder en zijn vrouw, beeldde de kunstenaar zichzelf af. De zelfportretten uit De schilder en zijn vrouw, de Heilige Anna en dit Schuttersfeest zijn nagenoeg identiek. De schilder en zijn vrouw toont duidelijk aan dat deze zuiderse dame niet de kunstenaar zijn echtgenote is. Wie ze wel was, is onduidelijk.
Toen het schilderij in 2005 gerestaureerd werd, bleek dat de streep die in het midden van het werk horizontaal loopt, geen kras is. Het bleek om een straal vogeldrek te gaan die de kraai, gezeten op de linkerarm van de blauw-rode nar, recht in het oog van de witte nar schiet.